# José Rendón
José Rendón es un escritor de telenovelas, productor y director de escena televisión mexicano contemporáneo ha trabajado para las cadenas de televisión Televisa y TV Azteca.

## Biografía
Se hizo famoso por sus trabajos como productor de telenovelas en la cadena mexicana Televisa durante la década de 1980. Comenzó como escritor en las telenovelas de señor Ernesto Alonso: Al rojo vivo y Al final del arcoíris, junto con su entonces esposa María Zarattini.
Luego comenzó a dirigir también en las telenovelas de Ernesto Alonso como Bodas de odio, Tú eres mi destino, Tú o nadie y De pura sangre. Fue el autor original y director de la primera telenovela de Emilio Larrosa llamada El camino secreto. 
Muy pronto, ya en 1989 comenzó a producir sus propias telenovelas. Ellas eran: El cristal empañado, Balada por un amor, Sueño de amor, Corazón salvaje, La paloma, Morir dos veces y La jaula de oro. Fue también el director de mayoría de esas telenovelas. Algunas eran escritas por María Zarattini otras por Ximena Suárez.
En 1998 comenzó a producir la telenovela Tres mujeres, pero en los principios por razones desconocidas dejó la producción y dejó a cargo en aquel entonces al productor asociado Roberto Hernández Vázquez y en el 2000 se fue a TV Azteca en donde comenzó a producir la telenovela Golpe bajo de la cual también dejó la producción y se retiró de nuevo de la televisión.
Fue entonces que regresó a la televisión en el 2006 a Televisa como director de escena en Duelo de pasiones y escritor en La verdad oculta y Amar sin límites.

## Trayectoria

### Productor ejecutivo
- Lo que callamos las mujeres (2001)
- Primera parte de Golpe bajo (2000-2001)
- Primera parte de Tres mujeres (1998-2000) (asesor de producción)
- La jaula de oro (1997)
- Morir dos veces (1996)
- La paloma (1995)
- Corazón salvaje (1993-1994)
- Sueño de amor (1993)
- Balada por un amor (1989-1990)
- El cristal empañado (1989)

### Director
- Primera parte de Duelo de pasiones (2006)
- Primera parte de Golpe bajo (2000-2001)
- La jaula de oro (1997)
- Corazón salvaje (1993-1994)
- Sueño de amor (1993)
- Balada por un amor (1989-1990)
- El cristal empañado (1989)
- El camino secreto (1986-1987)
- De pura sangre (1985-1986)
- Tú o nadie (1985)
- Tú eres mi destino (1984)
- Bodas de odio (1983-1984)

### Escritor

#### Historias originales
- Morir dos veces (1996) (con Ximena Suárez)
- La paloma (1995) (con Ximena Suárez)
- El camino secreto (1986-1987) (con María Zarattini)
- Al final del arcoíris (1982) (con María Zarattini)
- Al rojo vivo (1980-1981) (con María Zarattini)

#### Adaptaciones
- Primera parte de Amar sin límites (2006/07) (original de Gustavo Belatti y Mario Segade)

#### Nuevas versiones
- La verdad oculta (2006) (remake de El camino secreto y Al final del arco iris)
- El precio de tu amor (2000) (remake de Al rojo vivo) - Escrita por Jaime García Estrada y Orlando Merino
- Acapulco bay (1995) (remake de Tú o nadie) - Escrita por Mark James Gerson

## Premios y nominaciones

### Premios TVyNovelas
| Año  | Categoría                 | Telenovela        | Resultado |
| ---- | ------------------------- | ----------------- | --------- |
| 1994 | Mejor telenovela          | Corazón salvaje   | Ganadora  |
| 1987 | Mejor dirección de escena | El camino secreto | Nominada  |
| 1987 | Mejor escritor            | El camino secreto | Nominado  |
| 1986 | Mejor dirección de escena | Tú o nadie        | Nominada  |
| 1986 | Mejor dirección de escena | De pura sangre    | Ganadora  |

### Premios Telegatto (Italia) 1995
| Categoría                                  | Telenovela      | Resultado |
| ------------------------------------------ | --------------- | --------- |
| Mejor telenovela del año emitida en Italia | Corazón salvaje | Ganadora  |

### Premios El Heraldo de México 1994
| Categoría        | Telenovela      | Resultado |
| ---------------- | --------------- | --------- |
| Mejor telenovela | Corazón salvaje | Ganador   |

### Premios TP de Oro 1995
- Mejor telenovela[2]

### Premios La Giara d'Argento 1996
| Categoría        | Telenovela      | Resultado |
| ---------------- | --------------- | --------- |
| Mejor telenovela | Corazón salvaje | Ganador   |

### Premios Eres 1994
| Categoría        | Telenovela      | Resultado |
| ---------------- | --------------- | --------- |
| Mejor telenovela | Corazón salvaje | Ganador   |